# Jagged Alliance 3
Jagged Alliance 3 je potezna taktična videoigra z elementi strategije in igranja vlog razvijalcev Haemimont Games, ki je izšla 14. julija 2023 pri založbi THQ Nordic. Različici za Microsoft Windows so novembra istega leta sledile še predelave za konzole PlayStation 4, PlayStation 5, Xbox One in Xbox Series X/S. Gre za tretji glavni del istoimenske serije in prvi po letu 1999.

## Zgodba

### Glavni pripovedni niz
Izmišljena afriška država Grand Chien doživlja nemire odkar je paravojaška skupina, znana kot »Legija« (The Legion), ugrabila predsednika in prevzela nadzor nad večino ozemlja. Predsednikova hči Emma LaFontaine s pomočjo rudarske korporacije Adonis pod vodstvom direktorice Corazon Santiago in preostalimi finančnimi rezervami najame igralca, da zbere skupino elitnih najemniških borcev, s katero bi rešil predsednika in spet vzpostavil red.
Izkaže se, da je Major, vodja Legije, nekdanji najemniški vojak, ki ga je najela direktorica Adonisa, da bi destabiliziral državo in ji omogočil popoln nadzor nad rudniki diamantov. V ta namen je vzpostavil Legijo, vendar je začel delovati po svoje, zato se je znova obrnila na skupnost najemnikov, da bi ga eliminirali in ji pomagali prikriti sporno početje.
Ekipa odkrije povezavo med Adonisom in Majorjem, nakar se postavi na stran predsednikove hčere ter lokalnega prebivalstva, zato se Corazon Santiago obrne proti njim in s pomočjo vojske inscenira vojni zločin, za katerega so obtoženi. Igralec mora zato najprej premagati Majorja in v oporiščih Legije zbrati dovolj dokazov, da opere svoje ime, nato pa še direktorico Adonisa, ki jo varuje nova najemniška četa.

### Obstransko dogajanje
Poleg glavne naloge dobi igralec ob interakcijah z različnimi liki še vrsto neobveznih stranskih zadolžitev, ki pa lahko vplivajo na razplet. Te med drugim vključujejo reševanje raznih lokalcev pred Legijo, komunistično uporniško skupino Maquis, izginulo predhodno ekipo najemniških borcev in izbruh izjemno nalezljive »rdeče stekline«, ki spreminja ljudi v zombije.
Razširitev Going Underground doda podzemno železnico, ki povezuje kompleks skrivnih nacističnih oporišč, železnic in laboratorijev pod vodstvom dr. Gruselheima, ki se tu skriva od konca druge svetovne vojne in gradi vojsko supervojakov. Med drugim je odgovoren tudi za rdečo steklino. Ko ekipa odkrije kompleks, stopi v stik z igralcem in izrazi namero o predaji, ko bodo premagani nemški vojaki, ki ga imajo pod nadzorom. Upa, da bo dobil drugo priložnost tako kot Wernher von Braun.

## Igranje
V osnovi je Jagged Alliance 3 potezna taktična igra z izometrično perspektivo, v kateri igralec izdaja ukaze četi najemniških borcev. Vsak najemnik ima svojo osebnost in lastnosti, skupno jih je na voljo 40. Med njimi je nekaj likov iz prejšnjih delov serije, kot so Vicki Waters, Ivan Dolvich in Fidel Dahan. Širok nabor orožij omogoča dodatno nadgrajevanje in borci lahko merijo v določene telesne dele sovražnikov. Lahko jih tudi razstavijo za sestavne dele.
V strateškem pogledu ponuja zemljevid ozemlja Grand Chien več podatkov o spopadih in prikazuje premike sovražnikovih sil v odziv na igralčeva dejanja. Z zbiranjem obveščevalnih podatkov lahko igralec pridobi prednost v spopadu ali odkrije nove stranske naloge. Element igranja vlog se odraža v tem, da najemniki pridobivajo izkušnje, z vsako doseženo stopnjo se jim izboljšujejo veščine in dobivajo nove sposobnosti.
V kooperativnem večigralskem načinu lahko igralci prek omrežne povezave sodelujejo pri vodenju čete.

## Razvoj in izid
Naslednik igre Jagged Alliance 2 je bil prvič napovedan že leta 2004. Lastnik avtorskih pravic Strategy First je s podjetjem Game Factory Interactive vzpostavil partnerstvo z ruskim studiem MiST Land South, ki bi razvil igro. Naslednje leto je Strategy First prekinil sodelovanje in začel z razvojem sam. Decembra 2006 je znova pritegnil zunanjega razvijalca, tokrat ruski ekipi Akella in F3games, in postavil približen datum izida na konec 2008. Po premiku datuma na 2010 je studio leta 2009 prenehal z razvojem.
Nemško podjetje bitComposer Games (zdaj bitComposer Entertainment) je leta 2010 odkupilo pravice in začelo s preliminarnim razvojem, z napovedanim izidom leta 2011. Vendar je projekt znova zastal, zato je pravice avgusta 2015 odkupil Nordic Games (kmalu po tistem preimenovan v THQ Nordic). 17. septembra 2021 so napovedali igro, ki jo je razvijala bolgarska ekipa Haemimont Games, bolj znana po seriji Tropico. Haemimont je sprva predlagal razvoj spin-off projekta, toda pri THQ Nordic so bili navdušeni nad Haemimontovim delom in so se namesto tega odločili za glavno nadaljevanje. Na podlagi mlačnega odziva na prejšnje poskuse oživitve serije so se odločili, da bo Jagged Alliance 3 nagovarjal »pravoverne« ljubitelje predhodnikov.
Igra je naposled izšla 14. julija 2023 za Windows, 16. novembra istega leta pa še predelave za konzole PlayStation 4, PlayStation 5, Xbox One in Xbox Series X/S. Decembra je nato sledila še nadgradnja 1.4, s katero so dodali brezplačno razširitev Going Underground.

## Odziv
| Agregator  | Ocena  |
| ---------- | ------ |
| Metacritic | 81/100 |
| OpenCritic | 94%    |

| Publikacija    | Ocena  |
| -------------- | ------ |
| IGN            | 9/10   |
| PC Gamer (ZDA) | 81/100 |
| Shacknews      | 9/10   |
| VideoGamer.com | 8/10   |

Sodeč po spletišču Metacritic, ki zbira in povreči ocene recenzentov, je bil Jagged Alliance 3 deležen pretežno pozitivnega odziva z 81 % pozitivnih ocen.